# Minivalva
Minivalva là một chi bướm đêm thuộc họ Cosmopterigidae.